# L'Homme aux cercles bleus (téléfilm)
Pour le livre dont est adapté ce téléfilm, voir L'Homme aux cercles bleus.
L'Homme aux cercles bleus est un téléfilm français réalisé par Josée Dayan, diffusé en 2009, d'après le roman homonyme de Fred Vargas. C'est le troisième téléfilm de la série Collection Fred Vargas.

## Synopsis
Depuis plusieurs mois, des cercles bleus tracés à la craie ornent les trottoirs de Paris, accompagnés d’une curieuse inscription : « Victor, mauvais sort, que fais-tu dehors ? ». Ces cercles entourent toujours un objet anodin ou un débris – une bougie, un trombone, une pince à épiler, un pot de yaourt ou même une patte de pigeon. Si ce phénomène intrigue le public, amuse les journalistes et inspire des théories aux psychiatres, le commissaire Adamsberg, lui, reste profondément préoccupé. Il est convaincu que ces cercles étranges cachent quelque chose de sinistre. Ses craintes se confirment lorsqu’un jour, au centre d’un de ces cercles, le corps sans vie d’une femme est découvert...

## Fiche technique
- Réalisation : Josée Dayan
- Scénario : Emmanuel Carrère, d'après le roman de Fred Vargas
- Musique : Reno Isaac
- Dates de diffusion :
  - le 28 octobre 2009 sur France 2

## Distribution
- Jean-Hugues Anglade : Jean-Baptiste Adamsberg
- Charlotte Rampling : Mathilde Forestier
- Jacques Spiesser : Adrien Danglard
- Jean-Pierre Léaud : Louis Le Nermord
- Stanislas Merhar : Charles Reyer
- Hélène Fillières : Camille Forestier
- Corinne Masiero : le lieutenant Violette Retancourt
- Didier Terron : Joseph Favre
- François Négret : le taggueur
- Philippe Magnan : Vercors-Laury

## Différences avec le livre
- La principale différence vient du fait que le livre est le premier dans lequel apparaissent les personnages d'Adamsberg et de Danglard alors que Josée Dayan a préféré en faire une suite de son téléfilm Sous les vents de Neptune. S'ensuivent au moins trois différences flagrantes :
  - Les personnages de Retancourt et de Favre n'apparaissent pas dans le roman, mais ultérieurement, quand Danglard et Adamsberg auront changé de commissariat.
  - Le chat La Boule n'apparaît qu'à partir du roman Pars vite et reviens tard, postérieur à l'Homme au cercles bleus. Mais étant donné qu'il apparaît, à juste titre, dans le téléfilm Sous les vents de Neptune, sa présence n'est pas forcément anachronique.
  - Dans la scène de la gare, Camille reconnaît Danglard. Or, dans le roman, ils ne se voient à aucun moment ni ne se connaissent. C'est au contraire Adamsberg qui la rencontre. Là aussi, le premier téléfilm provoque une légère modification.

Cela étant, on pourrait s'interroger sur l'absence de l'enfant d'Adamsberg et de Camille (prénommé Gabriel dans le premier téléfilm). La continuité avec le premier téléfilm aurait rendu compréhensible qu'il apparaisse dans celui-ci.
- Dans le roman, Danglard a cinq enfants : trois garçons et deux filles. Dans le film, ils sont cinq garçons.
- Dans le film, Charles Reyer se crève les yeux après que son père a tué sa mère à la suite d'une photo prise par Mathilde Forestier montrant la jeune femme avec son amant. Dans le livre, Reyer perd la vue à la suite d'un accident de laboratoire. Il n'y a aucune allusion à une photographie compromettante.